# Petrie Cast
Mit dem Begriff Petrie Cast (Spreizgips) wird ein Gipsverband zur Therapie des Morbus Perthes bezeichnet. 
Der Verband bedeckt beide Ober- und Unterschenkel der Patienten, die Knie werden gestreckt. Die eigentlich betroffenen Hüftgelenke bleiben frei. Die Füße werden gelegentlich einbezogen. Beide Beine werden stark gespreizt und in dieser Stellung mit einer Stange an beiden Unterschenkeln fixiert. Die Patienten sind in der Lage, zu liegen und zu sitzen. Auch Stehen ist möglich (wenn ärztlich erlaubt) und mit Hilfe von Gehstützen ist auch eine Fortbewegung möglich.
Es gibt auch Orthesen, die nach diesem Muster gestaltet sind.
Dieser Petriecast wird vor allem in den USA und in England eingesetzt. Eine alternative Behandlungsmethode ist die Thomasschiene.